# Čeťiangská univerzita
Čeťiangská univerzita (čínsky v českém přepisu Če-ťiang ta-süe, pchin-jinem Zhèjiāng Dàxué, znaky zjednodušené 浙江大学, tradiční 浙江大學) je univerzita v Chang-čou, hlavním městě provincie Če-ťiang v Čínské lidové republice. Byla založena v roce 1897 jako akademie Čchiou-š’ (čínsky v českém přepisu Čchiou-š’ šu-jüan, pchin-jinem Qíushì Shūyuàn, znaky zjednodušené 求是书院, tradiční 求是書院) a patří tak k nejstarším čínským univerzitám. Zároveň jako člen Ťiou-siao Lien-meng patří i do devítky nejprestižnějších. Je přímo řízena ministerstvem školství. Má přibližně čtyřicet tisíc studentů a přes tisíc profesorů.
Zvláštní význam má rovněž její Čeťiangská univerzitní knihovna, která je se sedmi milióny svazků jednou z největších akademických knihoven v Číně.